# ريتشين أنتونوف
ريتشين أنتونوف (مواليد 11 أبريل 1980) هو سبّاح بلغاري، مثّل بلاده في الألعاب الأولمبية الصيفية 2004.

## روابط خارجية
ريتشين أنتونوف على موقع الاتحاد الدولي للسباحة (الإنجليزية)
- ريتشين أنتونوف على موقع أوليمبيديا (الإنجليزية)